# Exzentrizität (Technik)

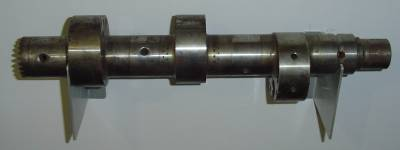
Welle mit drei exzentrischen Abschnitten

Unter der Exzentrizität versteht man in der Technik den Abstand der Mittelpunkte oder den Abstand der Symmetrieachsen zweier Formelemente. Derartige, meist zu einem Einzelteil gehörende Formelemente sind oft nicht gleichberechtigt. Das heißt, dass das Teil selbst einen Mittelpunkt oder eine Hauptachse hat. Eine zu diesem Teil gehörende Struktur hat aber auch für sich einen Mittelpunkt oder eine Symmetrieachse. Ein solches untergeordnetes Formelement könnte zum Beispiel eine Bohrung sein, die nicht in der Mitte eines symmetrischen bzw. rotationssymmetrischen Werkstückes angebracht wurde. Ein weiteres Beispiel sind die Nocken einer Nockenwelle oder eine Exzenterwelle.
Der ungewollte Versatz zweier rotationssymmetrischer Formelemente wird als Rundlauffehler bezeichnet. Dessen maximal zulässige Größe kann auf einer technischen Zeichnung als Lagetoleranz angegeben werden.